# Biserica de lemn din Ulciug

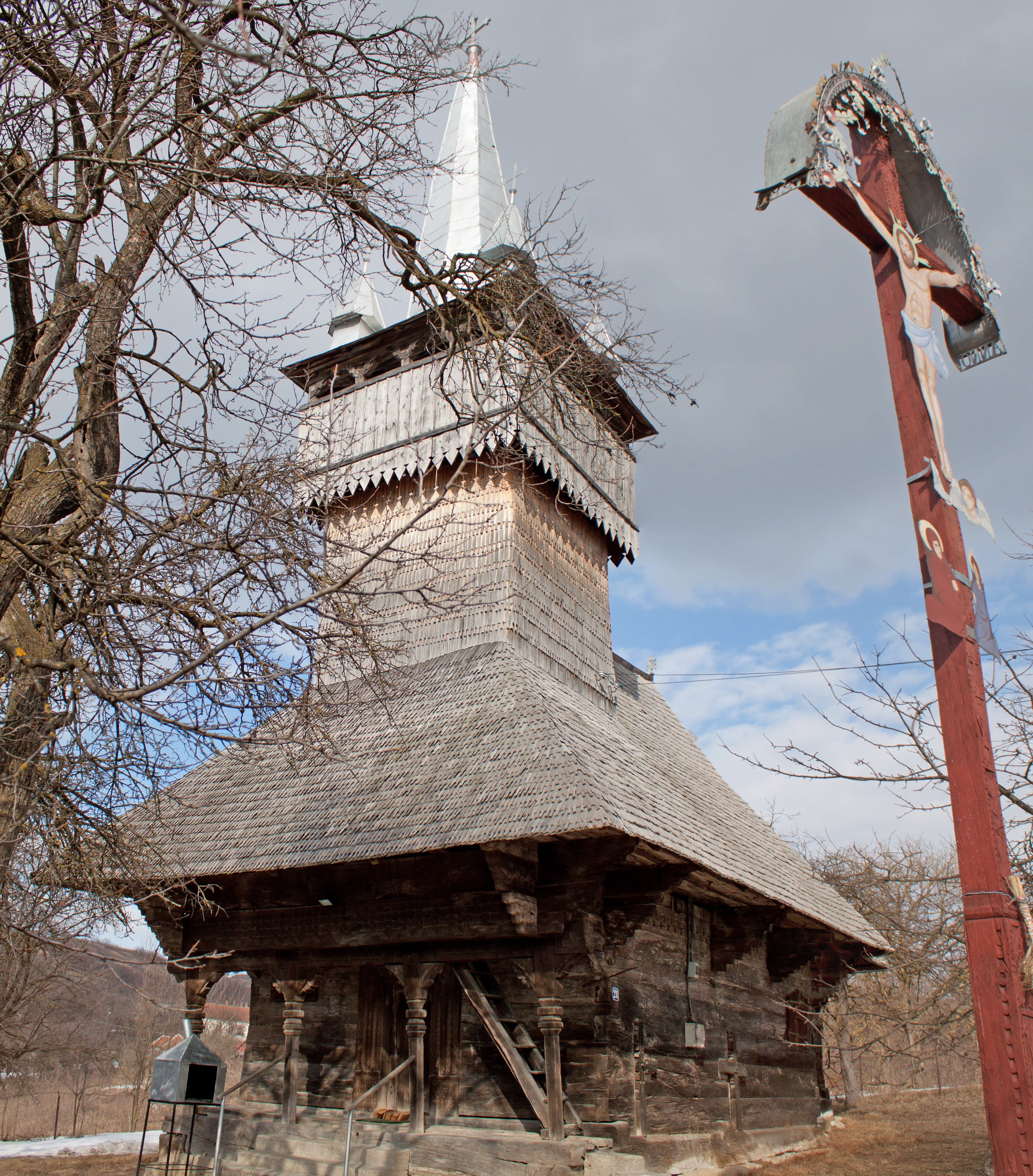
Biserica de lemn din Ulciug

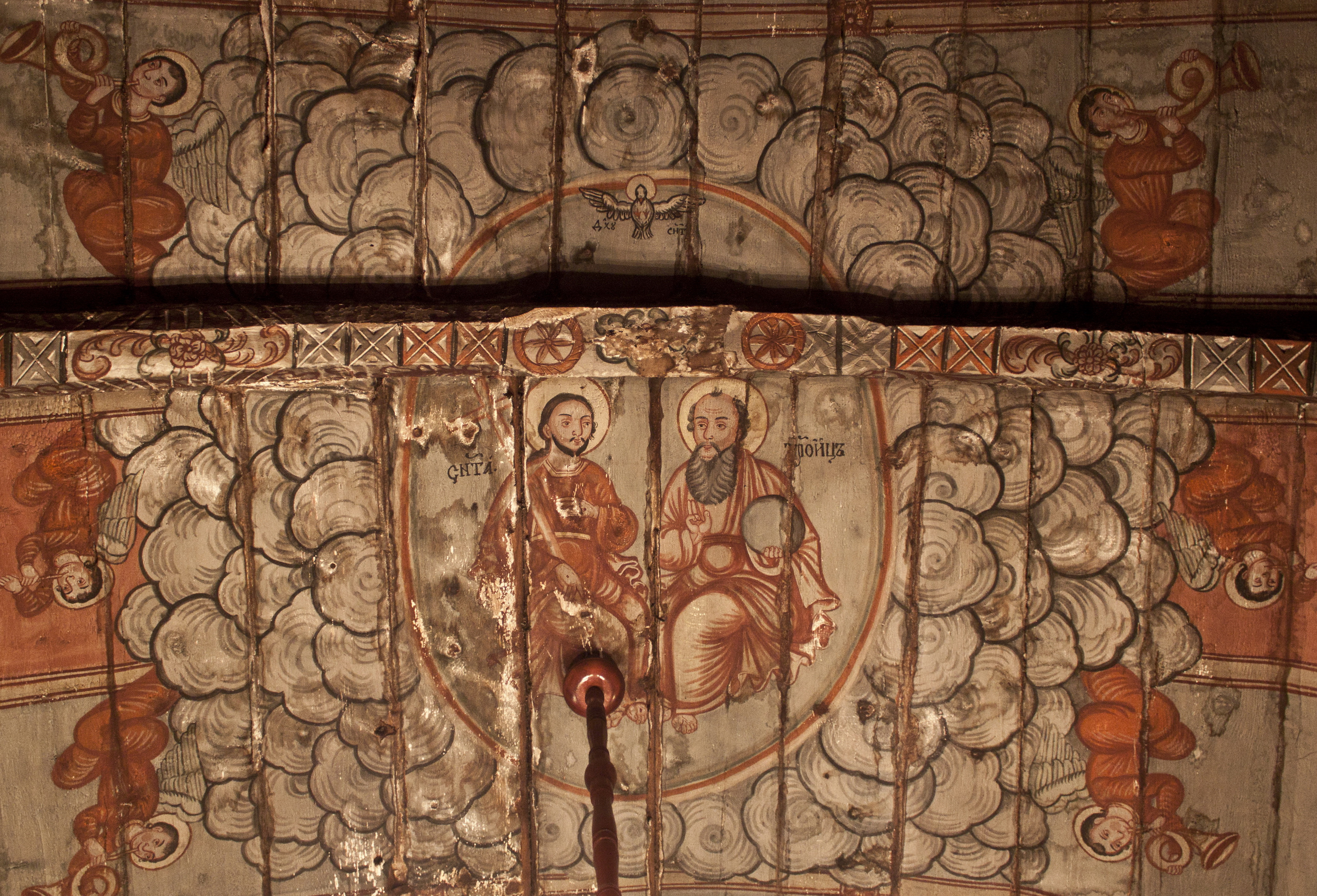
Sfânta Troiță. Pictura bolții naosului.

Biserica de lemn din Ulciug se află în localitatea omonimă din județul Sălaj. Biserica se află pe noua listă a monumentelor istorice sub codul LMI:  SJ-II-m-A-05138.

## Imagini

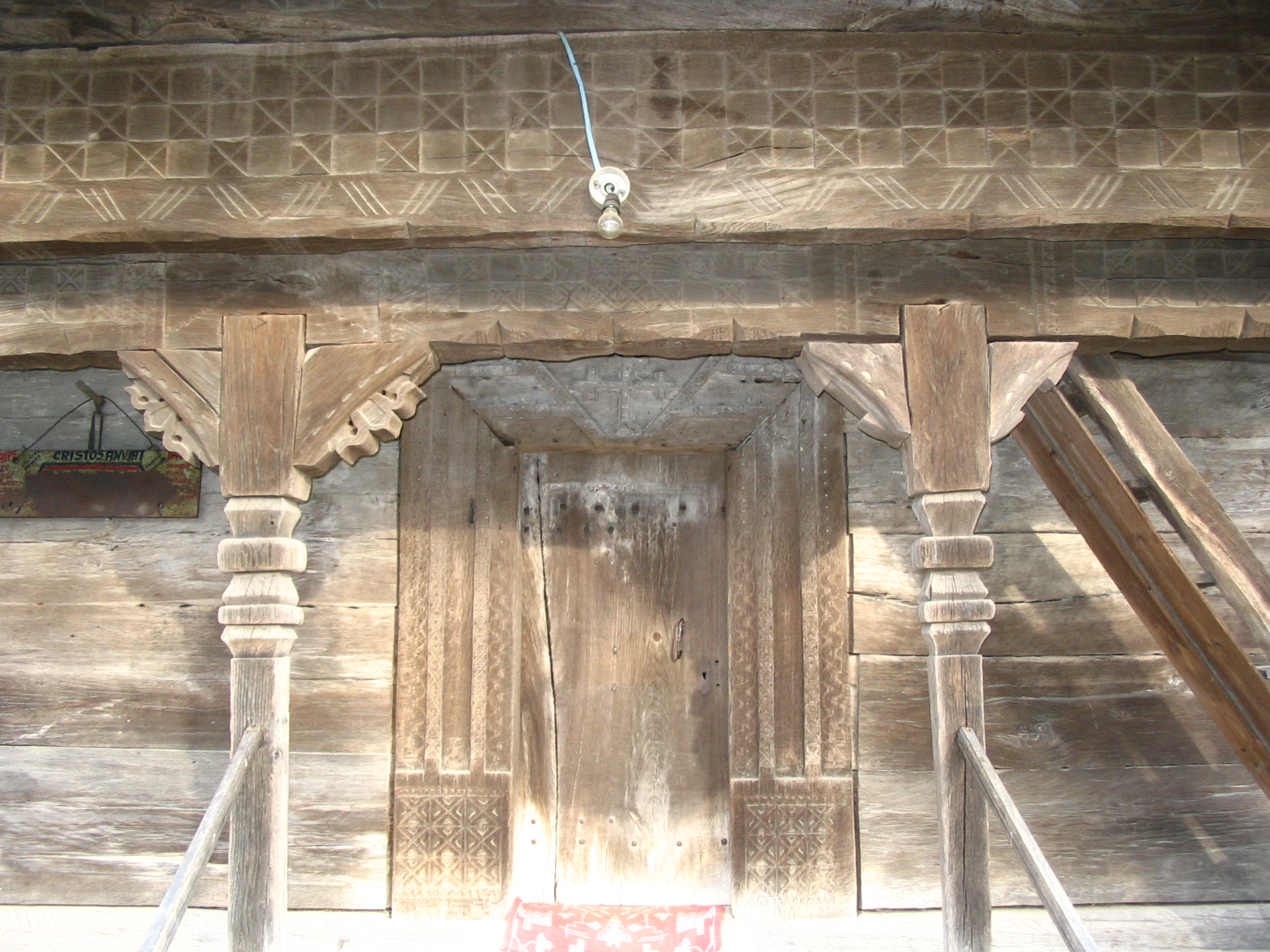
Partea de vest a  bisericii de lemn din Ulciug, frumos ornamentată
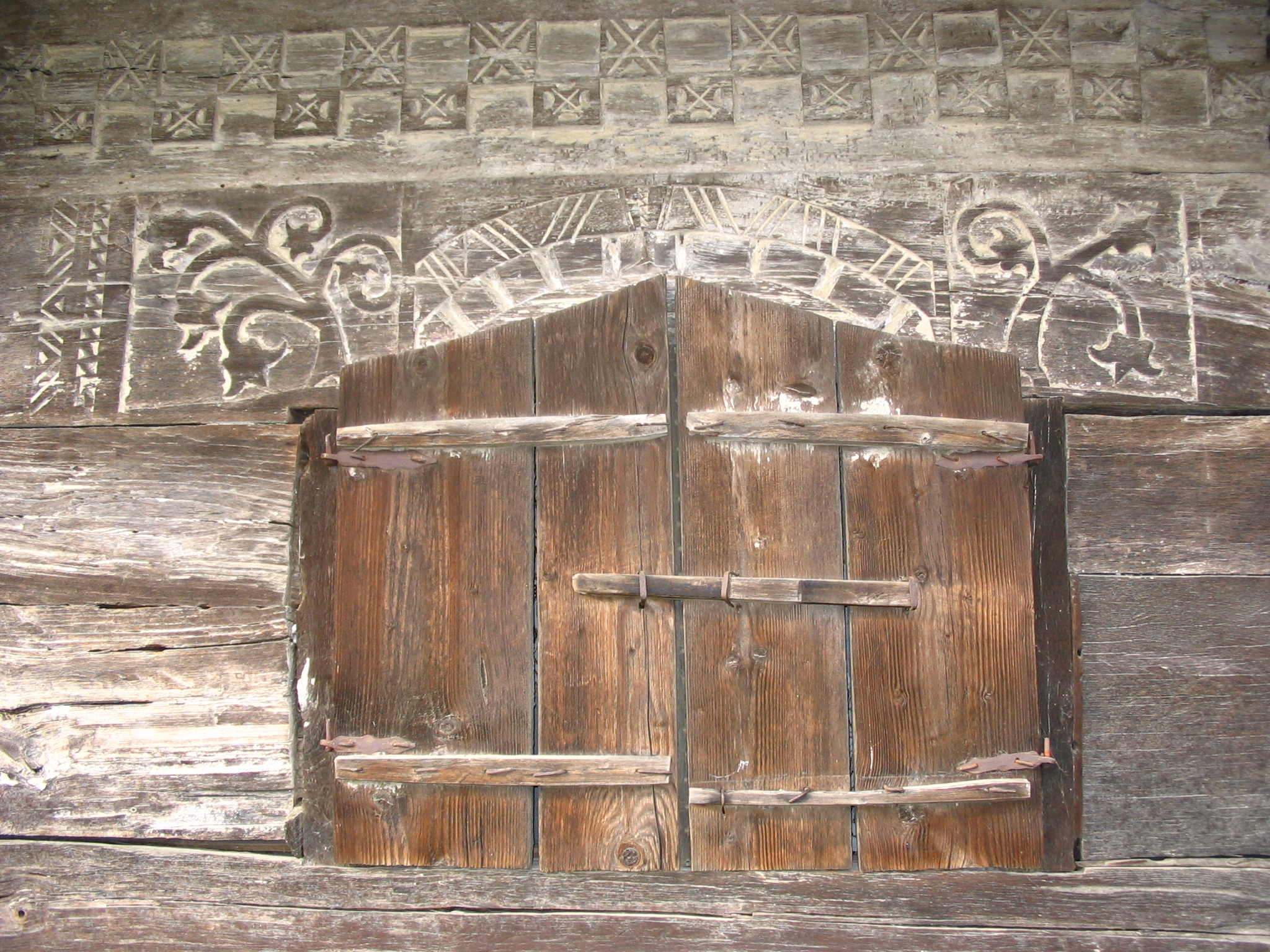
Biserica de lemn din Ulciug. Fereastră
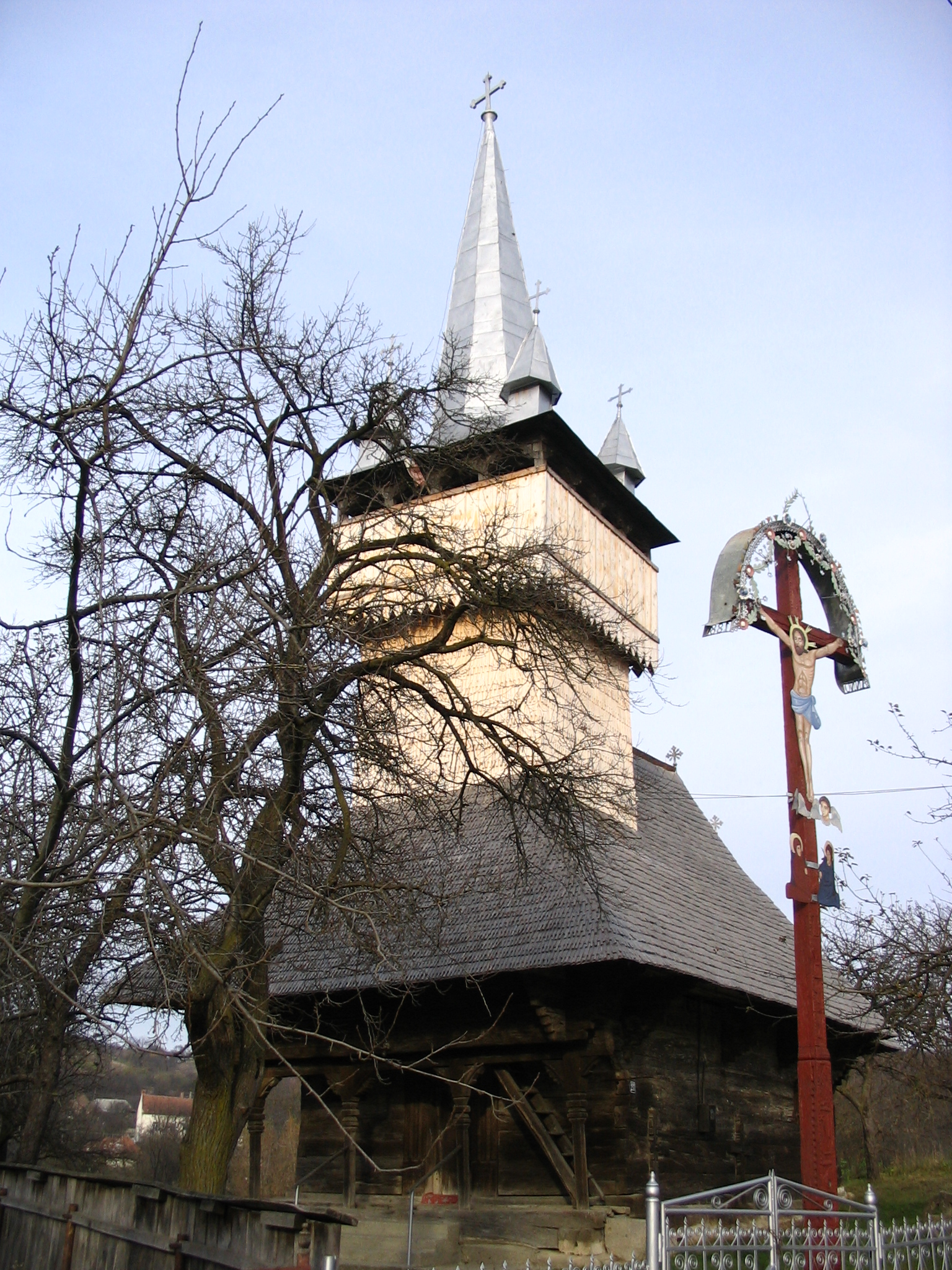
Biserica de lemn din Ulciug. Foto 2005

1. ↑  Godea, Ioan (1978). Monumente istorice bisericești din Eparhia Oradiei. Oradea. p. 420.